# Struthanthus woodsonii
Struthanthus woodsonii är en tvåhjärtbladig växtart som beskrevs av Georg Cufodontis. Struthanthus woodsonii ingår i släktet Struthanthus och familjen Loranthaceae. Inga underarter finns listade i Catalogue of Life.